# Notas tironianas
Notas Tirãonianas (em latim: notae Tironianae) são um conjunto de milhares de sinais que foram usados anteriormente em um sistema de taquigrafia (taquigrafia Tirãoniana) que data do século I aC e recebeu o nome do inventor Tirão, secretário pessoal de Marco Túlio Cícero.  O sistema de Tirão consistia em cerca de 4.000 sinais, estendido para 5.000 sinais por outros. Durante o período medieval, o sistema de notação de Tirão foi ensinado nos mosteiros europeus e expandido para um total de cerca de 13.000 sinais.  O uso de notas Tirãonianas declinou depois de 1100, mas durou até o século XVII. Alguns sinais Tirãonianos ainda são usados hoje.  

## História

### Desenvolvimento
Antes de a taquigrafia Tirãoniana se popularizar, explica o professor de literatura Anthony Di Renzo, "não existia nenhuma verdadeira taquigrafia latina". A única forma sistematizada de abreviatura em latim foi usada para notações jurídicas (notae juris). Esse sistema, no entanto, era deliberadamente obscuro e acessível apenas a pessoas com conhecimento especializado. Caso contrário, a taquigrafia foi improvisada para tomar notas ou escrever comunicações pessoais e essas notações não seriam compreendidas fora dos círculos fechados. Algumas abreviaturas de palavras e frases latinas eram comumente reconhecidas, como aquelas inscritas em monumentos. 
Estudiosos acreditam que Marco Túlio Cícero (106-43 AC) reconheceu a necessidade de um sistema de notação latino padrão abrangente depois de aprender sobre os meandros do sistema grego de taquigrafia e delegou a tarefa de criar este novo sistema ao seu escravo e secretário pessoal Tirão. A posição de Tirão exigia que ele transcrevesse com rapidez e precisão os ditados de Cícero, como discursos, correspondência profissional e pessoal e transações comerciais, às vezes enquanto caminhava pelo fórum ou durante procedimentos governamentais e legais em ritmo acelerado e contencioso.  Apelidado de "o pai da estenografia" pelos historiadores,  Tirão desenvolveu um método altamente refinado e preciso que usava letras latinas e símbolos abstratos representados preposições, palavras truncadas, contrações, sílabas e inflexões. De acordo com Di Renzo: "Tirão então combinou esses sinais mistos como notas em uma partitura para registrar não apenas frases, mas, como Cícero se maravilha em uma carta a Atticus, 'frases inteiras'"  O método altamente refinado e preciso de Tirão tornou-se o primeiro sistema padronizado e amplamente adotado de taquigrafia latina.  O sistema consistia em abreviaturas e símbolos abstratos, que foram inventados por Tirão ou emprestados da taquigrafia grega.

Tabela com exemplos de notas Tirãonianas que podem ser modificadas com várias marcas para formar ideias mais complexas

### Controvérsia
Dião Cássio atribui a invenção da taquigrafia a Mecenas e afirma que empregou seu liberto Áquila para ensinar o sistema a muitos outros. 
Não há cópias sobreviventes do manual e código original de Tirão, então o conhecimento dele é baseado em registros biográficos e cópias de tabelas tironianas do período medieval.  Os historiadores normalmente datam a invenção do sistema de tironiano como 63 AC, quando foi usado pela primeira vez em negócios oficiais do governo de acordo com Plutarco em sua biografia de Catão, o Jovem, em As Vidas dos Nobres Gregos e Romanos.  Antes que o sistema de Tiro fosse institucionalizado, ele mesmo o usava enquanto o desenvolvia e o ajustava, o que os historiadores suspeitam que possa ter ocorrido no ano 75 AC, quando Cícero ocupava um cargo público na Sicília e precisava que suas notas e correspondências fossem escritas em código para proteger informações confidenciais que ele havia coletado sobre corrupção entre outros funcionários do governo local. 

### Uso na Idade Média
Na Idade Média, a taquigrafia de Tirão era frequentemente usada em combinação com outras abreviações e os símbolos originais foram expandidos para 14.000 símbolos durante a dinastia carolíngia, mas rapidamente caiu em desuso quando a taquigrafia tornou-se associada à feitiçaria e magia e foi esquecida até que o interesse foi reacendido por Thomas Becket, arcebispo de Canterbury, no século XII.  No século XV, Johannes Trithemius, abade da abadia beneditina de Sponheim, na Alemanha, descobriu as notas Benenses: um salmo e um léxico ciceroniano escrito em taquigrafia Tirãoniana. 

## Atualmente

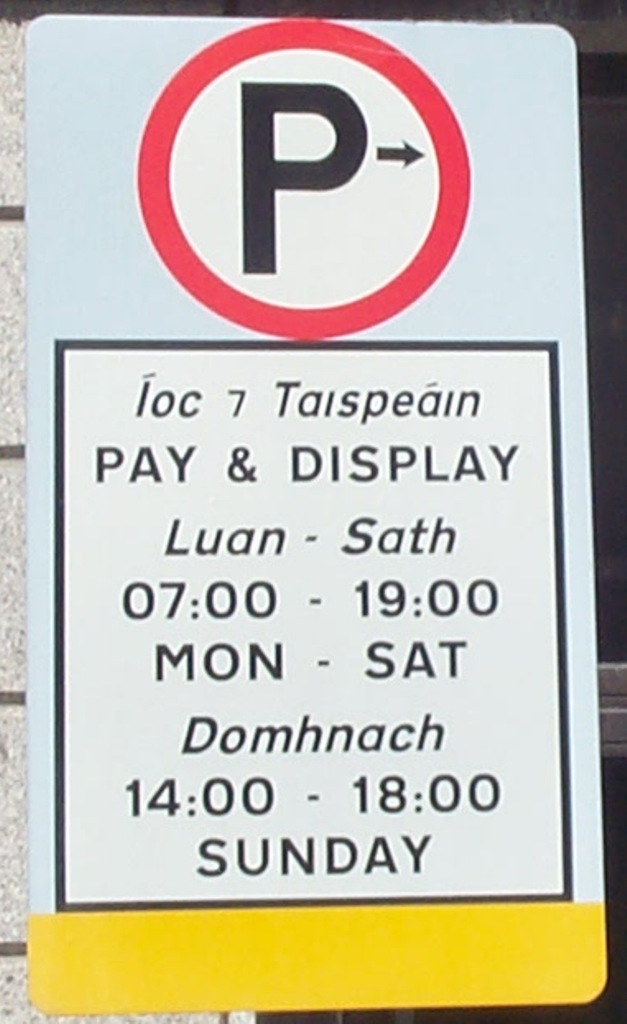
Um sinal de pay and display em Dublin com o sinal Tironiano et para o agus irlandês ('e').

Alguns símbolos tironianos ainda são usados hoje, particularmente o tironiano et (⁊), usado na Irlanda e Escócia para significar 'e' (onde é chamado agus em irlandês e agusan  em gaélico escocês), e no z de viz.